# Osage (Iowa)
Osage város az USA Iowa államában. Lakosainak száma 3627 fő (2020. április 1.).

## Népesség
A település népességének változása:
| Lakosok száma | 3451 | 3619 | 3627 |
|               | 2000 | 2010 | 2020 |